# Alex Garfin
Alexander « Alex » Garfin est un acteur américain, né le 23 septembre 2003 à New York (État de New York).
Il se fait connaître à la télévision grâce au rôle de Jordan Kent dans Superman et Loïs (2021).

## Biographie
Alexander Garfin naît le 23 septembre 2003 dans l'arrondissement de Manhattan à New York. Née d’une mère juive et d’un père juive
En 2009, il commence sa carrière à la télévision dans un épisode de la série policière New York, unité spéciale (Law and Order: Special Victims Unit), puis, en 2010, au grand écran, dans le rôle du jeune Chenkov non-crédité au générique du thriller d'action Salt de Phillip Noyce.
En 2015, il prête la voix de Linus van Pelt dans le film d'animation Snoopy et les Peanuts, le film (The Peanuts Movie) de Steve Martino.
En février 2020, il est choisi, avec Jordan Elsass, pour incarner les deux enfants de Superman, Jonathan et Jordan Kent, dans la série de super-héros Superman et Loïs (Superman & Lois), diffusée en février 2021 sur The CW, aux côtés de Tyler Hoechlin et Bitsie Tulloch incarnant leurs parents, Clark Kent et Loïs Lane.

## Filmographie

### Cinéma

#### Longs métrages
- 2010 : Salt de Phillip Noyce : Chenkov, jeune (non crédité)
- 2015 : Snoopy et les Peanuts, le film (The Peanuts Movie) de Steve Martino : Linus (voix)

### Télévision

#### Séries télévisées
- 2009 : New York, unité spéciale (Law and Order: Special Victims Unit) : Anthony Maxwell (saison 10, épisode 11 : Stranger)
- 2011 : New York, unité spéciale (Law and Order: Special Victims Unit) : Luke Thomas (saison 13, épisode 4 : Double Strands)
- 2016-2017 : Le Petit Royaume des Palace Pets (Whisker Haven Tales with the Palace Pets : Stripes (voix ; 3 épisodes)
- 2018 : New Amsterdam : Elio (saison 2, épisode 17 : Liftoff)
- depuis 2021 : Superman et Loïs (Superman & Lois) : (30 épisodes)

## Distinctions

### Récompense
- Young Entertainer Awards 2016[3] : Meilleur casting - Doublage pour le cinéma Snoopy et les Peanuts, le film

(partagé avec Rebecca Bloom, Anastasia Bredikhina, Hadley Belle Miller, Noah Schnapp et Mariel Sheets)

### Nomination
- Annie Awards 2016[3] : meilleure voix pour le cinéma Snoopy et les Peanuts, le film